# Opowieści, które żyją tylko w pamięci
Opowieści, które żyją tylko w pamięci – film fabularny w reżyserii Julii Murat z 2011 roku, produkcji argentyńsko-brazylijsko-francuskiej.

## Fabuła
W małej wsi ludzie prowadzą harmonijne, spokojne życie. Pewnego dnia przyjeżdża do niej młoda dziewczyna, Rita, z zamiarem robienia zdjęć. Początkowo planuje zatrzymać się w wiosce na kilka dni, jednak jej czas pobytu stopniowo się przedłuża.

## Obsada
- Sonia Guedes - Madalena
- Lisa Fávero -  Rita
- Luiz Serra - Antonio
- Ricardo Merkin - Ojciec Josias
- Antonio Dos Santos - Carlos
- Nelson Justiniano - Moacir
- Maria Aparecida - Anita

i inni